# Cyclobulura
Cyclobulura ist eine Gattung der Spulwürmer mit zwei Arten. Sie sind Parasiten bei Nebengelenktieren.

## Merkmale
Cyclobulura hat die Merkmale der Labiobulurinae. Die kleine Mundöffnung ist ohne Lippenlappen und wird von sechs inneren Papillen umgeben. Die Mundhöhle ist im Querschnitt dreieckig.

## Systematik
Zur Gattung gehören:
- Cyclobulura lainsoni Quentin, 1977[2]
- Cyclobulura superinae Navone, Ezquiaga, Notarnicola & Jiménez, 2010[3]